# Gergely győri püspök
Gergely († Muhi, 1241. április 11.) magyar katolikus főpap.

## Élete
1224-től választott, majd tényleges győri püspök. Egyházmegyéjének kormányzása mellett részt vett az országos ügyek intézésében is, így például Erdélyben, a király ellen lázadó Német Lovagrend tagjait – fölhatalmazásból – megbüntette. A király által lefoglalt egyházmegyei javak ügyében sikeresen járt el IX. Gergely pápánál. Győrött letelepítette a ferences és domonkos szerzeteseket. A muhi csatában esett el.